# 二側錐六角柱
二側錐六角柱（にそくすいろっかくちゅう、Metabiaugmented hexagonal prism）とは，56番目のジョンソンの立体であり、正六角柱の向かい合わなく、隣り合わない側面2つに正四角錐を貼り付けたものである。

## 近縁な図形
| 側錐六角柱 （正四角錐を1つ取り除く） | 双側錐六角柱 （正四角錐の配置を変更） | 三側錐六角柱 （正四角錐をもう1つ追加） | 二側錐五角柱 （角柱の角の数を減らす） |